# Danîlivți, Zboriv
Danîlivți (în ucraineană Данилівці) este un sat în comuna Ostașivți din raionul Zboriv, regiunea Ternopil, Ucraina.

## Demografie
Componența lingvistică a localității Danîlivți
     Ucraineană (99,77%)
     Alte limbi (0,23%)
Conform recensământului din 2001, majoritatea populației localității Danîlivți era vorbitoare de ucraineană (99,77%), existând în minoritate și vorbitori de alte limbi.